# Kettingzaag

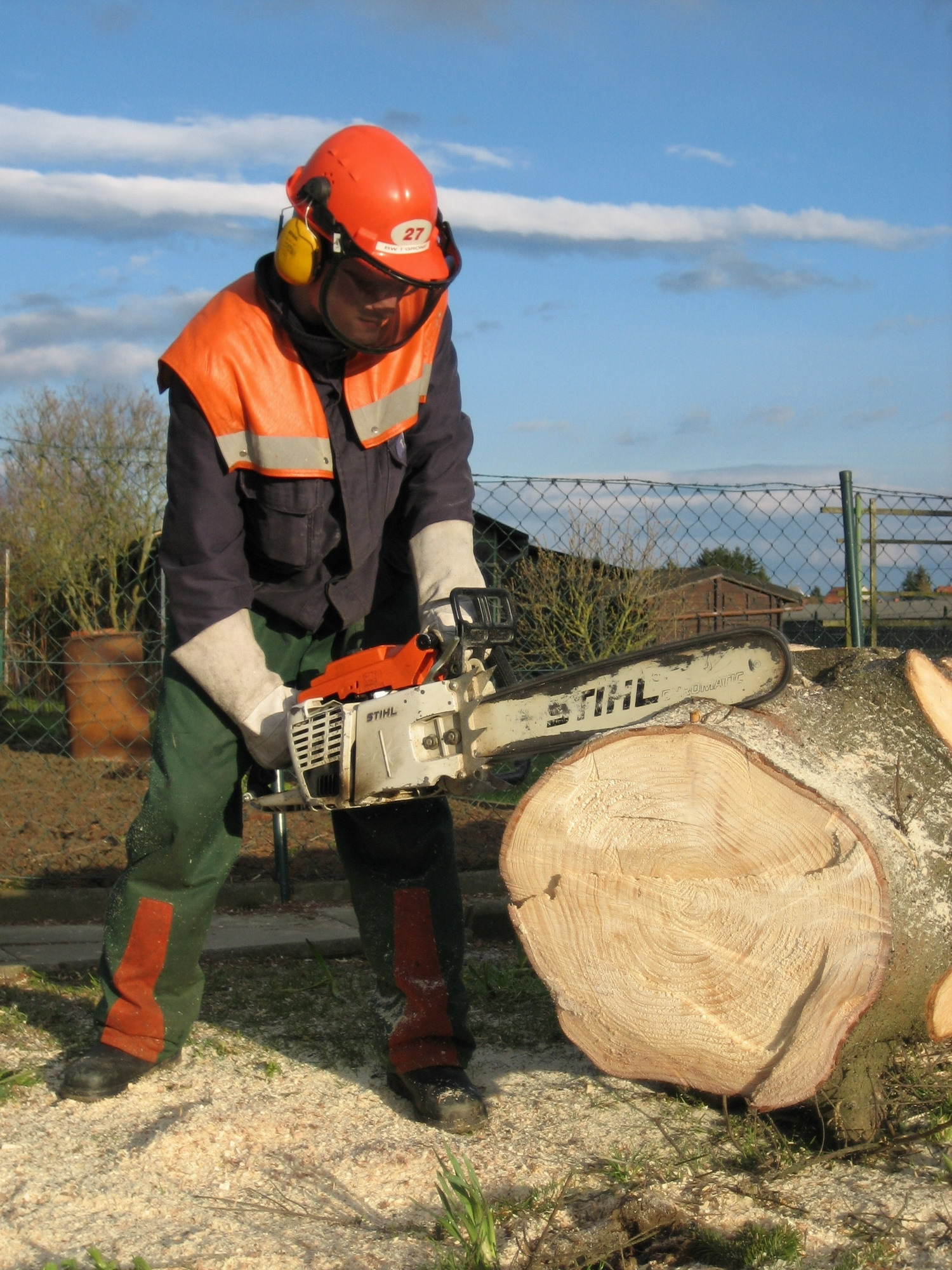
Kettingzaag

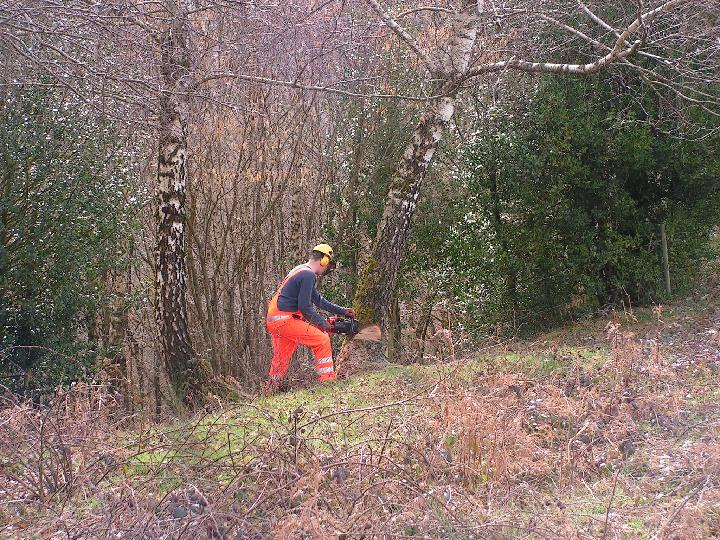
vellen van een boom

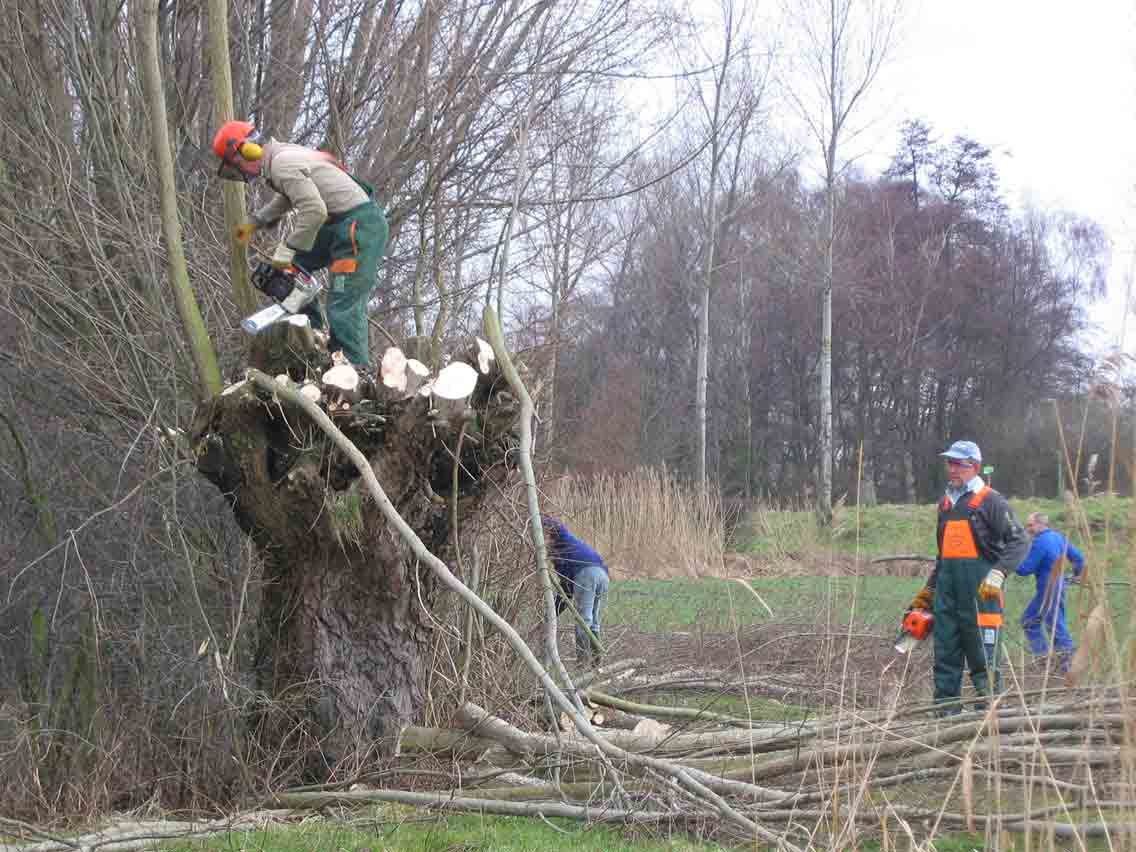
Vrijwilligers van Natuurpunt knotten knotwilgen op de oever van het Sint-Jakobsgat

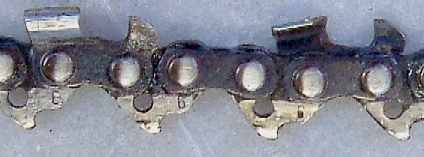
De ketting van een kettingzaag, met aan de bovenkant de beitels die het hout wegslaan, en onderaan de geleiders die zorgen dat de ketting niet zijwaarts wegglijdt

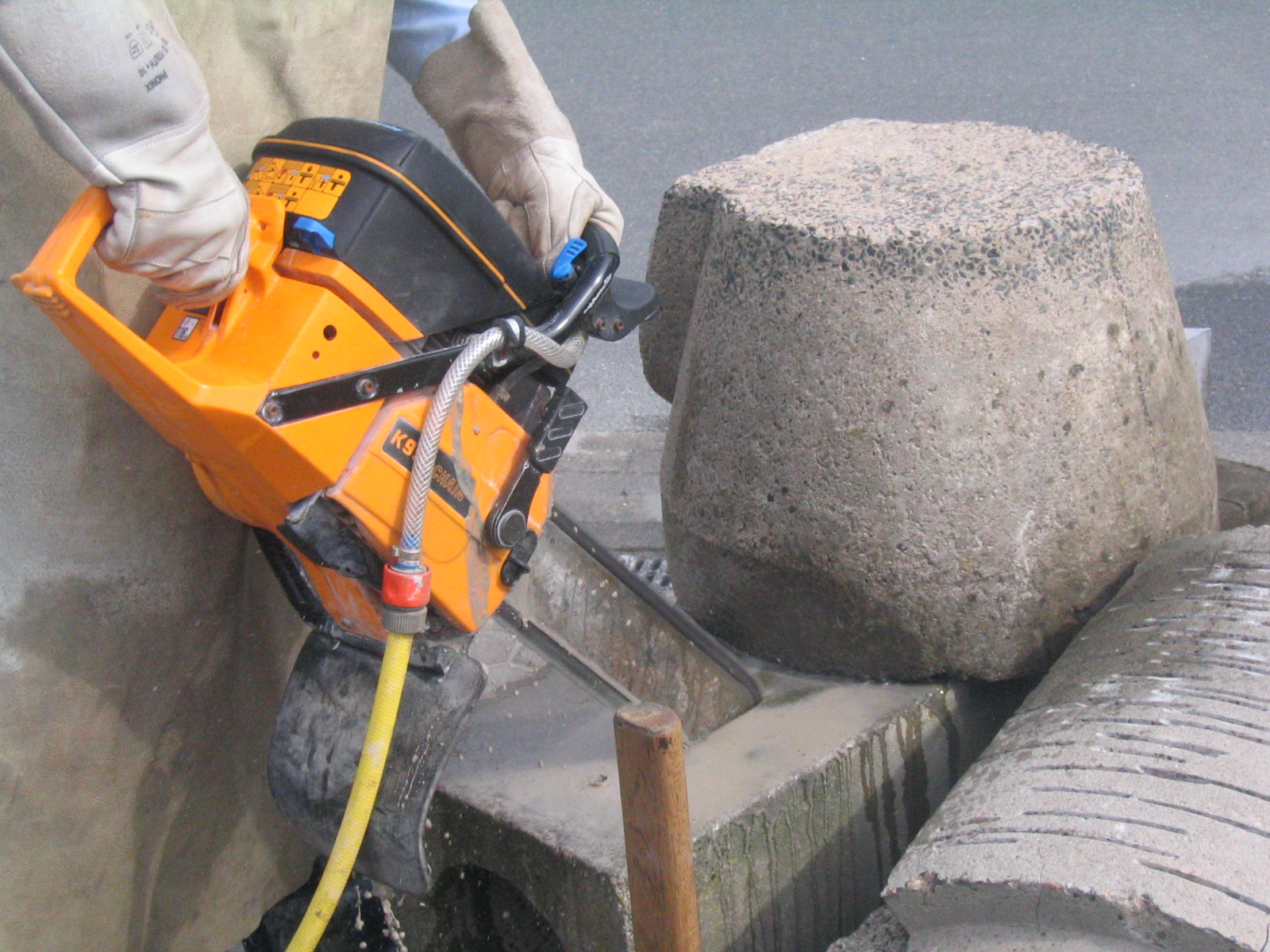
Een kettingzaag voor beton, baksteen en natuursteen

Een kettingzaag (ook motorzaag, motorkettingzaag of boomzaag genoemd) is een draagbare machine om mee te zagen. De belangrijkste functie is hout zagen.

## Verschillende typen
Er zijn verschillende typen aandrijving voor kettingzagen: pneumatisch, hydraulisch, elektrisch en door middel van een verbrandingsmotor (vaak ook motorkettingzaag genoemd). De elektrische kettingzaag en de motorkettingzaag zijn het meest gangbaar.

### Elektrische kettingzaag
Elektrische kettingzagen zijn met name bedoeld voor particulier gebruik. Ze zijn milieuvriendelijker en maken doorgaans minder lawaai dan kettingzagen op benzine. Ze zijn praktischer in gebruik doordat ze lichter zijn. Elektrische kettingzagen zijn vaak goedkoper in aanschaf. Nadeel is het snoer bij sommige elektrische kettingzagen waardoor de actieradius beperkt is, maar draadloze elektrische kettingzagen bestaan ook. Deze werken op een accu.

### Kettingzaag met brandstofmotor
Benzinekettingzagen hebben bijna zonder uitzondering een tweetaktmotor. Benzine-aangedreven kettingzagen hebben het voordeel dat ze een grotere mobiliteit hebben en krachtiger zijn dan elektrische kettingzagen.
Er zijn verschillende typen benzine-kettingzaag verkrijgbaar:
- Gewone motorkettingzaag = variërend van 30 cc tot 121 cc.
- Tophandle = licht type kettingzaag. Hoewel deze machines bediend kunnen worden met één hand, is dit verboden. Wordt vooral gebruikt in de fruitteelt en de boomverzorging.
- motorstokzaag = kettingzaag op een stok om takken op hoogte door te zagen.

## Werking
Een kettingzaag bestaat uit drie delen:
1. Motor: de benzinemotor moet gestart worden met een startkoord (als bij een motormaaier). Bij een elektrische kettingzaag dient men op een knop te drukken om de motor te starten. De motor drijft een kettingrondsel aan, dat ervoor zorgt dat de ketting gaat ronddraaien.
2. Zaagblad: het zaagblad of "zwaard" zit aan de motorbehuizing vastgemaakt. Het zaagblad heeft over de hele lengte een groef. De functie van de groef is tweeledig. Enerzijds zorgt de groef ervoor dat de ketting rechtuit blijft lopen. Anderzijds zorgt de groef voor vervoer van olie, die de ketting smeert. De groef moet voldoende diep zijn, en vrij zijn van vuil en zand. Dit alles om de ketting er niet uit te laten lopen. Het blad mag niet beschadigd zijn en er mogen geen bramen op zitten.
3. Zaagketting: een schakelketting met zaagtanden, ook wel beitels genoemd. Een zaagketting bestaat uit drie onderdelen: de zaagtand, de dieptesteller en de aandrijfschakel. Deze zijn met elkaar verbonden door verbindingsschakels. De zaagtand doet het werk. Deze beitelt het hout uit de zaagsnede. De dieptesteller bepaalt de diepte waarmee de zaagtand door het hout gaat. Staat deze te hoog afgesteld neemt de zaagtand bijna geen hout mee. Staat deze te diep afgesteld kan de zaagtand vastlopen in het hout (ook wel 'agressief' genoemd). De aandrijfschakel loopt door de groef van het zaagblad. Hieruit haalt hij olie om de ketting te smeren.

Een kettingzaag is onnauwkeurig en levert een vrij brede en rafelige zaagsnede op, maar is door zijn handzaamheid en lange zaagblad uitermate geschikt om gehele bomen om te zagen of tot brandhout te verwerken. De omgezaagde bomen worden daarna soms in zagerijen of zaagmolens met lintzagen of cirkelzagen tot planken verwerkt, omdat deze een nettere zaagsnede geven.

## Werkterreinen
- Bosbouw: om bomen te vellen of te ontdoen van takken.
- Bouw: timmerlieden gebruiken vaak kettingzagen op de bouw. Dit omdat het vaak niet gaat om een nette zaagsnede maar om snel en handig werken.
- Kunst: de kettingzaag is een geliefd werktuig voor hout- en ijsbeeldhouwers (ice carving). Het apparaat wordt daartoe speciaal afgesteld voor fijner werk; maar met name voor het zogenaamde chainsaw carving zijn speciale, lichtere benzinekettingzagen in de handel.
- Brandweer: een kettingzaag behoort tot de standaard uitrusting van een brandweerauto. Vaak is deze wel voorzien van een koolstofvezelketting en kettingzaagbeschermer, waardoor ook in andere materialen dan hout gezaagd kan worden zoals b.v. aluminium, blik of tempex.
- Wedstrijden: er zijn speciale kettingzagen die gebruikt worden bij kettingzaagevenementen, timbersport geheten.

## Veiligheid
Een kettingzaag is een gevaarlijke machine om mee te werken. Er gebeuren relatief veel ongelukken door ondeskundig gebruik. Er zijn speciale opleidingen om met kettingzagen te leren omgaan. 

### Technische veiligheidsvoorzieningen
De kettingzaag heeft veiligheidsvoorzieningen: ze moeten voorzien zijn van een kettingrem, een kettingvanger, een handvatverbreder om te voorkomen dat de ketting tegen de hand aankomt als deze knapt. Op de kettingzaag zitten anti-vibratierubbers, dit om schadelijke trillingen te voorkomen. Sommige kettingzagen zijn voorzien van handvatverwarming. Dit omdat koude handen gevoeliger zijn voor schade door trillingen dan warme handen.

### Persoonlijke veiligheidsvoorzieningen
De ketting kan snel heet worden of vastlopen in de geleider. Het gebruik van een kettingzaagveiligheidsuitrusting en andere persoonlijke beschermingsmiddelen (PBM) is verplicht. PBMs bestaan uit stevige handschoenen en speciale veiligheidsschoenen of laarzen, kettingzaagbroek, scheenbeschermers, gehoorbescherming, helm en een veiligheidsbril of vizier.
In bepaalde landen is aanwezigheid van een EHBO-kit tijdens het kettingzagen verplicht. Door gebruik te maken van schonere tweetakt brandstof, waaruit met een extra destillatie-proces de benzeen-component verwijderd is, treedt aanmerkelijk minder luchtvervuiling op en is de kans op schade aan de luchtwegen ook kleiner. De Arbeidsinspectie stelt het gebruik van deze zogeheten alkylaatbenzines verplicht sinds 1 januari 2010.

## Steenkettingzaag
Er zijn speciale kettingzagen met een diamantketting, voor het zagen in beton, natuursteen en baksteen. De meeste van deze zagen hebben een hydraulische aandrijving, maar er zijn ook versies met een zware benzinemotor. Vanwege de hoge weerstand van het materiaal en om zaagslib kwijt te raken worden deze zagen met water gekoeld. Deze kettingzaag wordt gebruikt in de bouw, bijvoorbeeld om diepe vierkante gaten in muren of vloeren te zagen, door de brandweer om toegang tot gebouwen te verkrijgen, door beeldhouwers om grote stukken steen te verwijderen en in de restauratie van gebouwen en monumenten, om onderdelen te demonteren met zo min mogelijk beschadiging aan de omringende delen, bijvoorbeeld bij de restauratie van de Sint Jan in Den Bosch.

## Media
In sommige speelfilms en computerspellen is de kettingzaag een machine om mensen mee om te brengen of te martelen. Bekende voorbeelden zijn: The Texas Chain Saw Massacre (1974) en Scarface (1983) en DOOM (1993).
De kettingzaag is ook gebruikt als muziekinstrument door Jesse Dupree van de Amerikaanse rockband Jackyl.